# Wszystkie stworzenia duże i małe (cykl powieści)
Wszystkie stworzenia duże i małe (ang. All Creatures Great and Small) - cykl ośmiu powieści Jamesa Herriota.
Cykl Wszystkie stworzenia duże i małe:
1. Jeśli tylko potrafiłyby mówić (If Only They Could Talk), 1970
2. To nie powinno się zdarzyć (It Shouldn't Happen to a Vet), 1972
3. Nie budźcie zmęczonego weterynarza (Let Sleeping Vets Lie), 1973
4. Weterynarz w zaprzęgu (Vet in Harness), 1974
5. Weterynarze mogą latać (Vets Might Fly), 1976
6. Szał pracy (Vet in a Spin), 1977
7. Boże stworzenia (The Lord God Made Them All), 1981
8. Wszystkie stworzenia (Every Living Thing), 1992

W Polsce w 1980 jednotomowy wybór pt. Wszystkie stworzenia małe i duże... ukazał się w „Czytelniku”. Od 1995 kolejne tomy całego cyklu wydawała oficyna Zysk i S-ka, a od 2015 publikuje je Wydawnictwo Literackie.

## Ekranizacje
Cykl został kilkakrotnie zekranizowany:
- w 1974 powstał film fabularny Wszystkie stworzenia duże i małe (All Creatures Great and Small) na podstawie pierwszych dwóch części, w reżyserii Claude’a Whathama (wystąpili m.in. Simon Ward, Anthony Hopkins, Lisa Harrow).
- w 1975 nakręcono sequel pod tytułem To nie powinno się zdarzyć (It Shouldn't Happen to a Vet) w reżyserii Erica Tilla (zagrali w nim John Alderton, Colin Blakely, Lisa Harrow).
- w latach 1978-1990 zrealizowano serial BBC pod tytułem  Wszystkie stworzenia duże i małe (wyst. Christopher Timothy, Robert Hardy, Peter Davison, Carol Drinkwater), który był wyświetlany w Polsce.
- w 2020 również powstał serial.